# Пролеће у Лимасолу
Пролеће у Лимасолу је  југословенски телевизијски филм из 1999. године. Филм је режирао Сава Мрмак, док је сценарио за филм написао Миладин Шеварлић.

## Кратак садржај
Филм говори о политичким убиствима и суровим стварима које се дешавају на улицама. Рађање нове класе је почело, а повезаност криминала и људи на виском положајима је нормална ствар.

## Улоге
| Глумац             | Улога                         |
| ------------------ | ----------------------------- |
| Даница Максимовић  | Марија Теодоровић - архитекта |
| Небојша Љубишић    | Радојица Радан                |
| Горан Султановић   | Александар Теодоровић, хирург |
| Небојша Дугалић    | Петар Теодоровић, син         |
| Наташа Тапушковић  | Вања Теодоровић, ћерка        |
| Игор Первић        | Лео, Вањин муж                |
| Светозар Цветковић | Мумин                         |

Остале улоге  ▼
| Глумац                  | Улога                |
| ----------------------- | -------------------- |
| Миливоје Богатиновић    |                      |
| Горан Даничић           | Раданов телохранитељ |
| Драган Цветковић        |                      |
| Родољуб Ђоковић         |                      |
| Богдан Јакуш            | Стева                |
| Радоје Јелић            |                      |
| Александар Милуновић    |                      |
| Михајло Бата Паскаљевић |                      |
| Драган Петровић         |                      |
| Александар Радивојевић  |                      |
| Рас Растодер            |                      |
| Сандра Родић Јанковић   |                      |
| Иван Шебаљ              |                      |
| Александар Срећковић    | Босанац              |
| Душан Томин             |                      |
| Добривоје Марковић      | Фотограф             |